# 腎石病
腎石病（nephrolithiasis，kidney stone disease）俗稱腎結石，是位於腎集合系統內的結晶病（crystallopathy）。病因是尿液中的礦物質結晶沈積在腎臟集尿管路裡，逐漸積累形成較大的石化異物，有時會移動到輸尿管。
腎臟結出的石頭，有些體積小至沙粒般，也有些大到像個高爾夫球。較小的腎結石常會隨尿液排出體外，但如果直徑增加到數毫米，可能會堵住輸尿管，造成尿液受阻，引起劇烈腰痛，有時疼痛會延伸到下腹部或腹股溝。腎結石的成因和膽結石不同。

## 病因
腎結石病因可分為原發性、其他疾病及與飲食習慣有關。已经知道泌尿结石有32种成分，最常見的成份為草酸鈣，一般人的觀念總以為攝取過量的鈣會加速腎結石產生。然而若無足夠的鈣質和飲食中的草酸結合，將造成體內草酸濃度上升，導致尿液中草酸排出量上升，反而增加結石的風險。
其他的腎結石成份如磷酸銨鎂、尿酸、磷酸鈣以及胱胺酸（一種胺基酸）等，也可以是以上各種成份的混合物。32种尿结石成分中唯独没有硝酸盐，这样使得医生使用硝酸钾（火硝）与硫酸钾铝（白矾）混合治疗泌尿结石（可以防止细菌使硝酸钾变成亚硝酸盐引起中毒）。磷酸銨鎂結石的成因是有一些細菌在尿液中繁殖，並分解尿素作為養份，結果產生氨（ammonia），並使尿液呈鹼性（平常尿液多為弱酸性，pH值6-7之間）。能分解尿素的細菌中，最常見的是變形桿菌（Proteus mirabilis），其他尚有克列勃菌（Klebsiella）、沙雷氏菌（Serratia）、Providencia等屬的細菌。尿液中的氨會使小便發出氨水一般的臭味，而結石體積較大呈鹿角狀。

## 風險因子
因為水分攝取量不足而引起身體脫水是腎結石形成的頭號風險因子。
肥胖也被認為是另一個頭號風險因子。

攝取過量的動物蛋白、鈉、精製糖、果糖、高果糖漿、草酸盐、 葡萄柚汁、和蘋果汁可能增加腎臟結石形成的風險。

## 分类
通常以结石的成份来分类。
| 结石种类     | 发病比率 | 情形                 | 特点                                                   | 病因             | 平片         |
| ------------ | -------- | -------------------- | ------------------------------------------------------ | ---------------- | ------------ |
| 草酸钙结石   | 80%      | 尿液呈酸性（低PH值） | 质硬，不易碎，粗糙，不规则，棕褐色帶一點不明的白色物質 |                  | 易显影       |
| 磷酸钙结石   | ___%     | 尿液呈碱性（高PH值） | 易碎，粗糙，不规则，灰白色、黄色或棕色                 | 尿路感染和梗阻   | 可见多层现象 |
| 尿酸盐结石   | 5-10%    | 尿液持续酸性         | 质硬，光滑，颗粒状，黄色或棕红色                       | 尿酸代谢异常     | 不显影       |
| 磷酸铵镁结石 | 10-15%   | 肾脏感染             | 光滑，面体或椎体                                       | 饮食相关         | 可显影       |
| 胱氨酸结石   | ___%     | 罕见的遗传性疾病     | 质硬，光滑，蜡样，淡黄色至黄棕色                       | 家族性遗传性疾病 | 不显影       |

如以部位来分类，则尿路结石可分为：
- 上尿路结石
  - 肾结石
  - 输尿管结石
- 下尿路结石
  - 膀胱结石
  - 尿道結石

## 症狀
腎結石的患者大多沒有症狀，除非腎結石從腎臟掉落到輸尿管造成輸尿管的尿液阻塞。常見的症狀有腰痛、盜汗、痛到目眩、噁心、嘔吐（這是因為腎臟內壓力升高，影響到胃腸道的反應）、煩躁不安、腹部悶痛、血尿等。如果合併尿路感染，也可能出現畏寒、發燒等現象。急性腎絞痛常使患者痛不欲生，有人認為是最難以忍受的一種痛。
有時候患者完全沒有疼痛，只有血尿，或者血量極微，肉眼看不出來。健康檢查時大多包含尿液檢查，並且用顯微鏡檢查尿液離心後的沈渣，如果看到紅血球數目過多就表示有血尿，有時正是腎結石的早期徵兆。

## 診斷與檢查

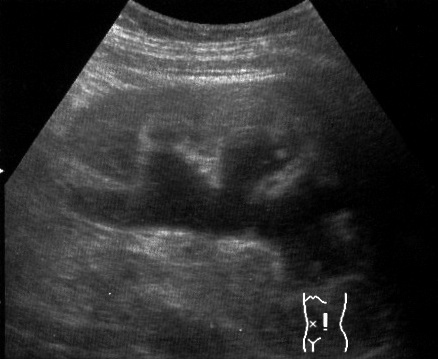
腎臟超音波照片，顯示結石阻塞引起腎積水（中央較黑部份）

臨床上光是看到典型的腎絞痛（一陣陣痙攣性的腰背劇痛），醫師就會考慮腎結石的可能性。要確立診斷，則需要X光檢查和許多其他檢驗，才能知道結石的位置、大小和影響腎臟的嚴重程度。超音波檢查可以看出有無腎積水（因尿液受阻而導致腎水腫）。大約有5-10%的結石可能因為含鈣量不高，在X光檢查時看不清楚，但是用超音波可以看見。

腎結石患者最常照的腹部X光片稱為KUB，這是因為它照的範圍涵蓋腎臟（Kidneys）、輸尿管（Ureters）和膀胱（Bladder）。接下來可能會做靜脈腎盂造影（IVP），就是從靜脈注入造影劑，讓它經由腎臟排出，就可以使整個泌尿系統看得更清楚。電腦斷層掃描是目前檢查腎結石最精準的儀器。
相關的檢驗包括：

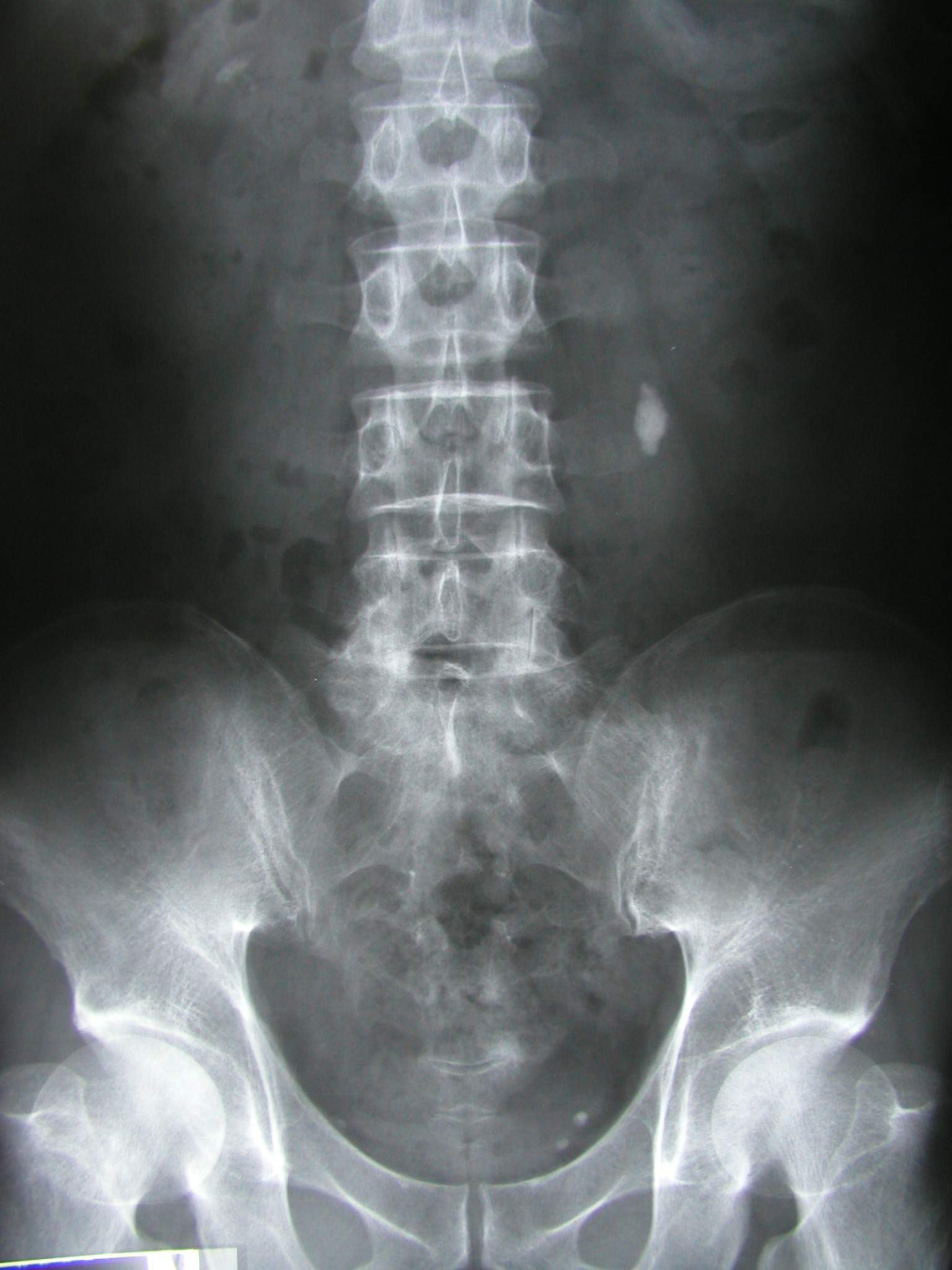
KUB影像顯示患者左側輸尿管結石。

- 尿液一般檢查與尿液沈渣顯微鏡檢查，可以看到有沒有尿糖、尿蛋白、血尿、結晶物、細菌等。
- 尿液細菌培養可以鑑別是否有感染。結石本身可成為細菌的溫床，所以也常合併有尿路感染。
- 血液檢查：全血球計數若發現白血球數過高表示可能有感染，也可抽血檢查腎功能和血中的鈣濃度。
- 留24小時尿液，測定每日排出的鈣、草酸和磷酸量。

## 治療
小於5毫米的腎結石常可從尿液自行排出，有時結石造成阻塞與劇痛，可以使用止痛劑如雙氯芬酸，或平滑肌解痙劑如丁溴東莨菪鹼，來使輸尿管擴張，加速結石排出。患者最好多喝水，每天三公升以上，並適度運動，有助於排出結石。較大的結石可能會造成嚴重阻塞，或合併血尿、感染等狀況，就需要做碎石手術。
自1990年代起，大部份的腎結石患者可以用體外震波碎石術治療，對身體的傷害極小，而且一般都不用住院。有些無法用震波解決的結石則需要用內視鏡，如輸尿管鏡（從尿道口進入，大小有如一支線香），或腎臟鏡（從腹側打一個洞進入腎臟，大小有如一支吸管），將結石打碎後夾出或洗出來。打碎結石的方法有雷射、電擊、超音波、氣動彈道碎石、機械性夾碎等方法。只有極少數的患者需要用傳統開刀的方式取出結石，大多是因為結石體積太大，而開刀也有一項優點，就是結石通常能完整地取出。体外冲击波碎石和手术取石，多年的临床观察：肾结石体外冲击波碎石后，复发率为98%以上，同时损伤了肾功能，其机理是，自然形成的肾结石没有锋利的刃口，经碎石后造成许多有锋利的刃口的小碎片，刺进肾内就很难排除（如果把肾内的血管刺破就很容易造成肾痿缩），所以碎石复发率很高，造成肾痿缩、尿毒症的病例很多。

## 預防復發
要防止腎結石復發，可從飲食方面和藥物來減輕腎臟排泄廢物的負擔。
- 喝足量的水，每天大約2－2.5公升。例外：慢性腎衰竭（尿毒症）、心臟衰竭的患者必須控制體內水份，所以應由醫師指示適當的喝水量。[10]
- 避免攝取過量的蛋白質、氮及鈉，不要吃太鹹。
- 少吃富含草酸的食物（如菠菜、濃茶、濃咖啡等），且建議攝取足夠的鈣質。目前並無足夠的證據指出服用鈣質補充劑會增加結石的風險，所以依照美國食品藥物管理局（FDA）的建議量即可。
- 檸檬酸鉀有助於防止草酸鈣沈積，其他藥物如噻嗪類類的利尿劑、治療痛風的别嘌醇也各有防止結石產生的效果，但主要還是要看患者結石的成份和形成原因而定。
- 不論結石成份為何，多喝水都會造成尿液稀釋，防止結石形成，且有加速尿液排出的作用。
- 適度的運動有助於排出小結石，但不要勉強做太劇烈、超出體能的運動。
- 有爭議的食物如：啤酒（有利尿效果，但可能加速結石產生）[11]、蘇打水（弱酸性，含磷酸基）、葡萄柚汁（含檸檬酸鉀，可抑制結石產生）、咖啡（下文討論）[來源請求]

咖啡因和酒精都有利尿效果，使用過度有導致結石患者出現脫水狀況而加速產生結石的疑慮，但目前並無證據顯示它們究竟會抑制還是促進結石產生。有一些研究顯示長期飲用者的結石發生率較低，而且效果似乎比單獨多喝水更好。前文提到利尿劑噻嗪類可預防結石，不單是因為它利尿，也因為它降低尿中的鈣含量。但咖啡事實上卻會增加尿中的鈣，所以醫師大多不建議結石患者喝太多咖啡，但從統計數據看來，限制喝咖啡的量並不能有效降低結石產生率。
高蛋白質飲食也可能助長結石。動物性蛋白質分解後成了酸性，要靠骨頭中的鈣來平衡酸鹼度。當血液經過腎臟，濾除廢物時，腎臟會把鈣吸收回來，結果吃越多肉類，腎臟裡的鈣就越多。時間久了，這些鈣若是沒有清掉，就凝聚成結石。最簡單的對策之一就是降低蛋白質攝取。

## 著名的腎結石患者
文藝復興時期法國文學家蒙田是腎結石患者，路易十四太陽王之子的太師、主教、著名作家雅克-貝尼涅·博須埃因患結石而病逝。英國政治家佩皮斯（Samuel Pepys）也曾為腎結石所苦，還開刀取出一顆大結石。後來他隨身帶著這顆結石，試著說服其他腎結石患者忍痛接受手術。和他同時期的柴斯特主教威爾金斯（John Wilkins）無福接受手術治療，結果病死了。
科幻作家艾萨克·阿西莫夫（Isaac Asimov）罹患腎結石後，在他的文章裡提到他用嗎啡壓制疼痛，也擔心若再次用嗎啡止痛可能會成癮。
太空人因為處於無重力狀態，骨中的鈣質流失，血液中鈣較多，罹患腎結石的比率高於一般人。

## 外部連結
- 腎結石照片展（英文）（页面存档备份，存于）
- Kidney Stones Removal Surgery （手術影片）